# سیارک ۱۰۲۲۲
سیارک ۱۰۲۲۲ (به انگلیسی: 10222 Klotz، نامگذاری:1997UV10) ده هزار و دویست و بیست و دومین سیارک کشف شده‌است که در ۲۹ اکتبر ۱۹۹۷ کشف شد.
قدر مطلق سیارک برابر ۱۲٫۵۰ است.